# 1859
Промислова революція •  Національно-визвольні рухи • Робітничий рух •  Російська імперія •  Британська імперія

## Геополітична ситуація
У Росії царює імператор Олександр II (до 1881). Російській імперії належить більша частина України, значна частина Польщі, Грузія, Закавказзя, Фінляндія, Аляска. Україну розділено між двома державами — Королівство Галичини та Володимирії належить Австрії, Правобережжя, Лівобережжя та Крим — Російській імперії.
В Османській імперії править султан Абдул-Меджид I (до 1861). Під владою османів перебувають Близький Схід та Єгипет, Середземноморське узбережжя Північної Африки, Болгарія. Васалами османів є Сербія та Боснія, Волощина та Молдова.
В Австрійській імперії править Франц-Йосиф I (до 1916). Імперія охоплює, крім власне австрійських земель, Угорщину з Хорватією, Трансильванію, Богемію, Північ Італії. Король Пруссії — Фрідріх-Вільгельм IV (до 1861). Баварське королівство очолює Максиміліан II (до 1864). Австрія, Пруссія, Баварія та інші німецькомовні держави об'єднані в Німецький союз.
У Франції править Наполеон III Бонапарт (до 1870). Франція має колонії в Алжирі, Карибському басейні, Південній Америці та Індії. На троні Іспанії сидить Ізабелла II (до 1868). Королівству Іспанія належать частина островів Карибського басейну, Філіппіни. У Португалії править Педру V (до 1861). Португалія має володіння в Африці, Індії, Індійському океані й Індонезії.
У Великій Британії триває Вікторіанська епоха — править королева Вікторія (до 1901). Британія має колонії в Північній Америці, на Карибах та в Індії. Королівство Нідерланди очолює Віллем III (до 1890). Король Данії та Норвегії — Фредерік VII (до 1863), на шведському троні Оскара I змінив Карл XV (до 1872). Італія розділена між Австрією та Королівством Обох Сицилій та Сардинією. Існує Папська держава з центром у Римі.
Бразильську імперію очолює Педру II (до 1889). Посаду президента США займає Джеймс Б'юкенен. Територія на півночі північноамериканського континенту, Провінції Канади, належить Великій Британії, територія на півдні континенту — Мексиці.
В Ірані при владі Каджари. Владу над Індостаном утримує Британська корона. У Бірмі править династія Конбаун, у В'єтнамі — династія Нгуєн. У Китаї володарює Династія Цін, триває Тайпінське повстання. В Японії триває період Едо.

## Події

### В Україні
- Тарас Шевченко повернувся в Україну.
- У Києві засновано організацію української інтелігенції «Стара громада».
- У світ вийшла поема Тараса Шевченка «Марія».

### У світі
- 14 лютого Орегон увійшов до складу США 33-ім штатом.
- 17 лютого під час компанії Кохінхіна французи захопили Сайгон.
- 29 квітня розпочалася Австро-італо-французька війна.
- 22 травня Франциск II змінив Фердинанда II на троні Королівства Обох Сицилій.
- 4 червня франко-сардинські війська завдали поразки австрійцям у битві під Маджентою.
- 24 червня відбулася битва під Сольферіно, в якій франко-сардинські сили завдали поразки австрійцям. Свідком битви був Анрі Дюнан, що призвело через кілька років до створення Червоного хреста.
- 8 липня Карл XV змінив батька на троні Швеції та Норвегії.
- 11 липня підписано Віллафранкський мир — попередню угоду між Францією та Австрією, якою звершилася Австро-італо-французька війна. За угодою Ломбардія перейшла до французів, які одразу передали її Сардинії. Австрія зберегла контроль над Венецією.
- 22 жовтня почалася Іспано-марокканська війна.
- 10 листопада підписано Цюрихський договір, який закріпив результати австро-італо-французької війни.
- 2 грудня у США повісили аболіціоніста Джона Брауна.

### В суспільному житті
- Пітер Купер заснував коледж сприяння розвитку наук та мистецтв «Cooper Union».
- У Парагваї відкрито першу залізничну лінію, протяжністю 72 км.
- У Пенсильванії відкрили нафту.
- Джон Стюарт Мілль опублікував есе «Про свободу».
- Карл Маркс надрукував «До критики політичної економії».
- б/д- Австрія: новий індустріальний акт

### У науці
- Річард Кристофер Керрінгтон і Годжсон незалежно відкрили спалахи на Сонці — це була найпотужніша за історію спостережень геомагнітна буря.
- Опубліковано працю англійського природознавця Чарльза Дарвіна «Походження видів шляхом природного добору або збереження обраних рас у боротьбі за життя», що є одним з найзнаменитіших творів в історії науки й основоположною в сфері еволюційного вчення.
- Джеймс Клерк Максвел отримав розподіл молекул за швидкостями в ідеальному газі, відомий як розподіл Максвелла.
- Густав Кірхгоф та Роберт Бунзен розробили метод спектрального аналізу.
- Бернгард Ріман опублікував роботу з теорії чисел, в якій запровадив дзета-функцію та сформулював гіпотезу Рімана.

### У мистецтві
- Чарлз Дікенс видав «Повість двох міст».
- Джордж Елліотт опублікувала роман «Адам Бід».
- Почалася серіалізація роману Вілкі Коллінза «Жінка в білому».
- Едвард Фіцджеральд переклав і опублікував «Рубаї» Омара Хаяма.
- Відбулася прем'єра опери Шарля Гуно «Фауст».
- Джузеппе Верді написав «Бал-маскарад».
- У Лондоні завершилося спорудження годинникової вежі Біг-Бен.

### У спорті
- Кодифіковано правила австралійського футболу.
- Відбувся перший тенісний матч.
- Шарль Блонден перейшов через Ніагарський водоспад на канаті.
- Відбулося перше сходження на Гран-Комбін.

## Народились
Див. також Категорія:Народились 1859
- 11 січня — Джордж Керзон, британський політик
- 27 січня — Вільгельм II Гогенцоллерн, третій і останній імператор Німеччини, король Пруссії (1888—1918)
- 3 лютого — Гуго Юнкерс, німецький авіаконструктор і промисловець
- 19 лютого — Сванте Август Арреніус, шведський хімік, один з основоположників фізичної хімії
- 2 березня — Шолом-Алейхем, єврейський письменник
- 16 березня — Олександр Степанович Попов, російський фізик і електротехнік
- 2 травня — Джером Клапка Джером, англійський письменник
- 15 травня — Панас Карпович Саксаганський, український актор і режисер, театральний діяч
- 22 травня — Артур Конан Дойль, англійський письменник
- 27 червня — Мілдред Хілл, американська вчителька, співавтор пісні «Happy Birthday»
- 4 серпня — Кнут Гамсун, норвезький письменник

## Померли
Дивись також Категорія:Померли 1859
- 29 січня — Вільям Кренч Бонд, американський астроном